# Студеницька сільська рада
Студеницька сільська рада — колишня адміністративно-територіальна одиниця та орган місцевого самоврядування у Левківському і Коростишівському районах Волинської округи, Київської й  Житомирської областей Української РСР та України з адміністративним центром у с. Студениця.

## Населені пункти
Сільській раді були підпорядковані населені пункти:
- с. Студениця
- с. Городенка
- с. Руденька

## Населення
Кількість населення ради станом на 1923 рік становила 2 515 осіб, кількість дворів — 550.
Відповідно до результатів перепису населення СРСР, кількість населення ради станом на 12 січня 1989 року становила 1 968 осіб.
Станом на 5 грудня 2001 року, відповідно до перепису населення України, кількість мешканців сільської ради становила 1 603 особи.

## Склад ради
Рада складалась з 16 депутатів та голови.

### Керівний склад сільської ради
| ПІБ                        | Основні відомості                                                 | Дата обрання | Дата звільнення |
| -------------------------- | ----------------------------------------------------------------- | ------------ | --------------- |
| Кучук Микола Федорович     | Сільський голова, 1946 року народження, освіта, безпартійний      | 26.03.2006   | 31.10.2010      |
| Матвійчук Василь Антонович | Сільський голова, 1960 року народження, освіта вища, безпартійний | 31.10.2010   |                 |

Примітка: таблиця складена за даними джерела

## Історія
Створена 1923 року в складі сіл Рудня-Городищенська (Рудня) та Студениця Левківської волості Житомирського повіту Волинської губернії. Станом на 15 червня 1926 року в підпорядкуванні значився хутір Таращанці, на 1 жовтня 1941 року — ферма Городенка; х. Таращанці не перебував на обліку населених пунктів.
Станом на 1 вересня 1946 року сільська рада входила до складу Коростишівського району Житомирської області, на обліку в раді перебували села Рудня (згодом — Руденька), Рудня-Городенка та Студениця.
На 1 січня 1972 року сільська рада входила до складу Коростишівського району Житомирської області, на обліку в раді перебували села Городенка, Руденька та Студениця.
Ліквідована 30 листопада 2017 року через об'єднання до складу Глибочицької сільської територіальної громади Житомирського району Житомирської області.
Входила до складу Левківського (7.03.1923 р.) та Коростишівського (28.09.1925 р.) районів.